# Ciriaco de Mita
Ciriaco De Mita (Nusco, 2 de fevereiro de 1928 – Avelino, 26 de maio de 2022) foi um político italiano. Ocupou o cargo de primeiro-ministro da Itália.

## Primeiro Ministro da Itália
Após as eleições de 1987, De Mita esperou um ano para se tornar primeiro-ministro e depois serviu por um ano, mantendo a presidência do partido. No início desse serviço, em 16 de abril de 1988, em Forlì, as Brigadas Vermelhas mataram o senador Roberto Ruffilli, conselheiro de De Mita. Na política social, o mandato de De Mita assistiu à aprovação de uma lei em maio de 1988 que introduziu um novo benefício para os trabalhadores assalariados denominado "benefício para o núcleo familiar" ("assegno per il nucleo familiare"), cujo valor variava de acordo com o número de membros da família e a renda familiar do ano anterior.

### Funções políticas posteriores
De Mita voltou ao Parlamento, após dois anos, em 1996 (e depois reeleito em 2001 e 2006). Ele então se juntou ao Partido Popular Italiano e depois Democracia é Liberdade - A Margarida, o partido do qual ele foi o coordenador regional da Campânia . Encabeçou a lista da Oliveira na sua região em 2006 e participou na transformação dessa coligação num partido único (o Partido Democrata). Ingressou no Sindicato do Centro. Após as eleições de 2008, De Mita não foi eleito para o Senado italiano, mas foi nomeado coordenador do partido na Campânia. De Mita ganhou um assento no Parlamento Europeu nas eleições europeias de Junho de 2009 . Em 25 de maio de 2014, De Mita foi eleito prefeito de Nusco, sua cidade natal. E serviu apenas 8 anos quando morreu.

## Morte
Mita morreu em 26 de maio de 2022, aos 94 anos de idade, em Avelino.